# Ernemont-Boutavent
Ernemont-Boutavent település Franciaországban, Oise megyében. Lakosainak száma 176 fő (2022. január 1.). Ernemont-Boutavent Campeaux, Escames, Fontenay-Torcy, Héricourt-sur-Thérain, Loueuse, Mureaumont és Sully községekkel határos.

## Népesség
A település népességének változása:
| Lakosok száma | 194  | 200  | 205  | 207  | 212  | 216  | 203  | 189  | 176  |
|               | 2013 | 2015 | 2016 | 2017 | 2018 | 2019 | 2020 | 2021 | 2022 |